# Leon Battista Alberti
Leon Battista Alberti, italijanski humanist, umetnik, arhitekt, pesnik, duhovnik, jezikoslovec, filozof in kriptograf, * 14. februar 1404, Genova, † 25. april 1472, Rim.
Alberti je eden prvih primerov renesančnega človeka-vseveda (homo universalis), ki je ustvarjal na raznih področjih, podobno kot kasneje bolj znani Leonardo da Vinci. Čeprav je bil pogosto označen le za arhitekta, je že ameriški umetnostni zgodovinar James Beck dejal, da: »izpostaviti le eno polje Leona Battiste pred drugimi kot funkcionalno neodvisno in samozadostno sploh ne pripomore h kakršnemukoli prizadevanju za opredelitev celostnega raziskovanja Albertija v likovni umetnosti«. Albertijevo življenje je opisano v knjigi Življenje umetnikov Giorgia Vasarija kot enega izmed najodličnejših slikarjev, kiparjev in arhitektov.
Med njegova najznamenitejša arhitekturna dela sodijo pročelje palače Rucellai v Firencah, ki je kasneje močno vplivala na podobo mestne palače, manjša bazilika Tempio Malatestiano v Riminiju, ki velja za eno najznamenitejših cerkva v Italiji, zgornji del fasade dominikanske cerkve Santa Maria Novella, ki je bila štiri stoletja vzor arhitektom cerkva, ter njegovo najpomembnejšo delo, bazilika svetega Andreja v Mantovi s portalom v obliki slavoloka.
Alberti je napisal tudi številne vplivne razprave na temo umetnosti, med katerimi sta najvplivnejši O slikarstvu (Della pittura), ki je prva znanstvena študija perspektive, ter O umetnosti gradnje (De Re Aedificatoria), ki je prva renesančna arhitekturna razprava.

## Življenje
Leon Battista Alberti je bil rojen leta 1404 v Genovi, premožnemu florentinskemu očetu, ki je bil izgnan iz svojega mesta in mu je bila dovoljena vrnitev šele leta 1428. Alberti, čigar mati ni znana in je bil verjetno rojen v nezakonski zvezi, se je šolal najprej v internatu v Padovi, nato pa je študiral pravo na renomirani Univerzi v Bologni. Nekaj časa je živel v Firencah, nato pa leta 1431 odpotoval v Rim, kjer je prejel mašniško posvečenje in začel delati na dvoru papeža Evgena IV. V tem času je študiral starodavne rimske ruševine, ki so ga navdušile za arhitekturo in močno vplivale na obliko stavb, ki jih je načrtoval. Alberti je bil nadarjen na mnogih področjih. Bil je visok, močan in dober športnik, ki je sodeč po avtobiografiji lahko jezdil najbolj divje konje in skočil čez glavo odrasle osebe. Odlikoval se je kot pisatelj, ko je bil še otrok v šoli in pri starosti dvajset let je napisal igro, ki je posnemala klasična dela iz antične literature. Leta 1435 je začel pisati svoje prvo veliko pisno delo O slikarstvu (Della pittura), v katerem se zgleduje po rastoči slikarski umetnosti v Firencah v začetku 15. stoletja, analizira naravo slikarstva in raziskuje elemente perspektive, kompozicije in barve.
Leta 1438 se je začel zelo resno zanimati za arhitekturo, k čemur ga je spodbudil markiz Leonello d'Este v Ferrari, za katerega je zgradil majhen slavolok za podporo konjeniškemu kipu Leonellovega očeta. Leta 1447 je postal arhitekturni svetovalec papežu Nikolaju V., ki je po Vasarijevih besedah s svojimi gradbenimi posegi povzročil veliko zmedo v mestu. Alberti se je papežu takoj prikupil, zato je svojega dotedanjega arhitekturnega svetovalca Bernarda Rossellina neposredno podredil Albertiju. Alberti je tako dobil glavno besedo pri arhitekturi, gradbeno izvedbo projektov pa je prepustil Rossellinu.
Svoje prvo večje arhitekturno naročilo je dobil leta 1446, za fasado Rucellaijeve palače v Firencah. Temu je sledilo leta 1450 naročilo kondotjerja Sigismonda Malatesta za preoblikovanje gotske cerkve v Riminiju, posvečene Svetemu Frančišku, v spominsko kapelo (Tempio Malatestiano). V Firencah je zasnoval zgornje dele fasade za dominikansko cerkev Santa Maria Novella, pri čemer je slavno povezal glavno ladjo in nižje stranske ladje z dvema bogatima intarzijama spiral in tako rešil vizualni problem, kar je vse predstavljalo vzor arhitektom cerkva naslednjih štiristo let. Leta 1452 je zaključil O umetnosti gradnje (De re aedificatoria), razpravo o arhitekturi, na podlagi dela Vitruvija in pod vplivom arheoloških ostalin v Rimu. Delo je bilo objavljeno šele leta 1485. V letu 1464 je sledilo njegovo manj vplivno delo O kiparstvu (De Statua), v katerem je proučeval kiparstvo. Albertijev edini znani kip je medaljon z avtoportretom, ki ga včasih pripisujejo Pisanellu.
Alberti je dobil naročilo za oblikovanje dveh cerkev v Mantovi: Cerkve sv. Boštjana (San Sebastiano), ki ni bila nikoli dokončana in pri kateri se o Albertijevih namerah lahko le domneva, ter Baziliko sv. Andreja (Basilica di Sant'Andrea). Zasnova za slednjo je bila dokončana leta 1471, leto pred Albertijevo smrtjo, vendar je bila za razliko od prve dokončana po njegovih načrtih, kar jo uvršča med Albertijeva najpomembnejša dela.
Kot umetnik se je Alberti razlikoval od navadnega obrtnika, izobraženega v delavnicah. Bil je namreč humanist in del hitro rastočega kroga intelektualcev ter obrtnikov, ki so jih podpirali dvori knezov in gospodov tistega časa. Alberti je imel, kot član plemiške družine in kot del rimske kurije, poseben status. Bil je dobrodošel gost na dvoru plemiške hiše d'Este v Ferrari, v Urbinu je preživel del zime z urbinskim vojvodom in kondotjerjem Federicom da Montefeltrom. Urbinski vojvoda je bil sposoben vojaški poveljnik, ki je taktiko na bojišču v mirnem času nagrajeval še z mecensko velikodušnostjo. Alberti mu je nameraval posvetiti eno od svojih razprav o arhitekturi.
Med manjšimi študijami sta bili - obe pionirski vsaka na svojem področju - razprava o kriptografiji O šifriranju (De componendis cifris) in prva italijanska slovnica. S florentinskim kozmografom Paolom Toscanellijem je sodeloval pri astronomskem delu. Manj poznano Albertijevo delo s področja geografije je Panorama mesta Rim (Descriptio urbis Romae). Le nekaj let pred svojo smrtjo je Alberti zaključil Vladajoč družini (De iciarchia), dialog o Firencah v času medičejske vladavine.
Alberti, ki je imel mašniško posvečenje, je ostal neporočen vse svoje življenje. Veliko se je ukvarjal z živalmi in je imel hišnega psa mešanca, za katerega je napisal svečano hvalnico Canis. Vasari ga opisuje kot »občudovanega državljana, človeka kulture /.../ prijatelja nadarjenih ljudi, odprtega in vljudnega z vsemi. Vedno je živel častno in bil kavalir.«  Alberti je umrl v Rimu, 20. aprila 1472 v starosti 68 let.

## Objave
Alberti je obravnaval matematiko kot skupni imenovalec umetnosti in znanosti. »Da bi jasno predstavil ta kratek komentar o slikarstvu,« je Alberti začel svojo razpravo O slikarstvu (Della Pittura), »bom najprej najprej začel z matematiko in iz nje vzel tiste stvari, ki so ključnega pomena za slikarstvo.« 
Della pittura (znana tudi v latinščini kot De pictura) se sklicuje v svoji znanstveni vsebini na klasično optiko pri ugotavljanju perspektive kot geometrijskega instrumenta umetniške in arhitekturne predstavitve. Alberti je bil dobro podkovan v znanosti. Njegovo znanje optike je bil povezano z dolgoletno tradicijo Kitab al-manazir (Optika, De aspectibus) arabskega polihistorja Alhazena (Ibn al-Haitam, 965–1041), ki je bila znana v frančiškanskih optičnih delavnicah, v tradicijah Perspectivae učenjakov iz 13. stoletja, kot so Roger Bacon, John Peckham in Vitelo.
V obeh delih, tj. O slikarstvu in O kiparstvu, je Alberti poudaril, da bi umetnik moral posnemati in se učiti iz narave. Slikarji in kiparji težijo »prek različnih znanj za isti cilj, in sicer da pri delu, za katerega so se zavzemali, kolikor se dá opazujejo podobnost z realnimi predmeti iz narave.« Vendar pa Alberti ni mislil, da bi umetniki morali posnemati naravo objektivno, temveč bi morali biti še posebej pozorni na lepoto, saj »je v slikarstvu lepota tako prijetna, kot je tudi bistvena.« Umetnina je po Albertiju izdelana tako, da je nemogoče, da bi kaj vzeli ali kaj dodali, ne da bi posegli v lepoto celote. Lepota je bila za Albertija »harmonija vseh delov [umetnine] v odnosu /.../ tako sožitje pa je doseženo z določenim številom, proporcem in razporeditvijo, kot to zahteva harmonija«. Albertijeve zamisli o harmoniji niso bile novost, saj jih lahko zasledimo nazaj do Pitagore, vendar jih je izrazil na svež način, ki je ustrezal tudi takratnemu estetskemu diskurzu.
V Rimu je imel Alberti dovolj časa za študij antičnih ostankov mesta. Njegove podrobne pripombe, ki so vključene v njegovo delo O umetnosti gradnje (De re aedificatoria, 1452), so bile narejene po antični klasiki De Architectura rimskega arhitekta in inženirja Vitruvija (46-30 pr. n. št.). Delo je prva renesančna arhitekturna razprava. Pokriva širok razpon predmetov, od zgodovine do urbanizma in inženirstva, do filozofije lepote. De re aedificatoria, velika in draga knjiga, ni bila v celoti objavljena do leta 1485, potem pa je postala glavna referenca arhitektov. Še več, knjiga je bila napisana »ne le za obrtnike, temveč tudi za vsakogar, ki ga zanima žlahtna umetnost«, kot je zapisal Alberti. Prvotno je bila objavljena v latinščini, prva italijanska izdaja je izšla leta 1546, standardna italijanska izdaja Alberijevega prevajalca Cosima Bartolija pa je bila objavljena leta 1550. Papež Nikolaj V., kateremu je Alberti posvetil celotno delo, je imel vizijo o celoviti arhitekturni obnovi Rima, vendar mu je uspelo uresničiti le drobec njegovih vizionarskih načrtov. Skozi svojo razpravo je Alberti odprl teorije in ideale florentinske renesanse arhitektom, znanstvenikom in drugim.
Alberti je napisal še delo Knjiga o vodenju doma (I Libri della famiglia), v katerem so zapisane razprave o izobraževanju, porokah, vodenju gospodinjstva in denarja v toskanskem dialektu. Delo ni bilo natisnjeno do leta 1843. Tako kot Erazem Rotterdamski nekaj desetletij kasneje, je Alberti poudaril potrebo po reformi v izobraževanju. Opozoril je, da je »skrb za zelo majhne otroke žensko delo, za medicinske sestre ali matere« in da je pomembno kar najhitreje otroke naučiti abecedo. Z velikim upanjem je dal delo svoji družini v branje, vendar je v svoji avtobiografiji Alberti priznal, da »se je komaj izognil občutkom besa, ko je videl nekaj svojih sorodnikov, kako so se odkrito posmehovali tako celotnemu delu kot tudi avtorjevemu jalovemu početju.« Delo Momus, napisano med letoma 1443 in 1450, je pikra mizoginistična komedija o olimpskih bogovih. Podlaga tega »romana à clef«, ki s fikcijo uprizarja resnične dogodke, naj bi bilo smešenje papeštva, če seveda drži predpostavka, da vrhovni bog Jupiter pooseblja katerega od papežev. Alberti si je sposodil veliko karakterjev od enega svojih najljubših grških pisateljev, starogrškega satirika Lukijana. Ime protagonista, Momus, se nanaša na grško besedo za krivdo ali kritiko, drugače pa je tudi ime boga satire in posmeha. Potem ko je bil izgnan iz nebes, se Momus, zasmehovan od ostalih bogov, na koncu kastrira. Jupiter in drugi bogovi se spustijo na zemljo, vendar se tudi vrnejo v nebesa, potem ko se Jupitru zlomi nos v veliki nevihti.

## Arhitekturna dela
Alberti se ni ukvarjal z izvedbo svojih idej v praksi, kar je en od razlogov, da je zelo malo od njegovih del, ki jih je zasnoval na papirju, dejansko dokončanih. Vitruvij je bil zanj močan zgled, zato je s klasičnimi estetskimi merili interpretiral antične rimske ostaline. Tako je pravilno doumel naravo stebrov in prekladne arhitekture, od vizualnega do strukturnega vidika, in pravilno uporabo klasičnega reda, za razliko od njegovega sodobnika Brunelleschija, ki je uporabo klasičnega stebra in pilastra prosto interpretiral. Med Albertijevimi pomisleki je bil družbeni učinek arhitekture in v ta namen se je zelo dobro zavedal urbanizma. To je razvidno na primeru bankirske palače Rucellai, kjer je k stavbi med posamezne portale vključil klopi za sedenje z linami, ki osvetljujejo kletne prostore.
V Rimu ga je zaposlil papež Nikolaj V. za obnovo rimskega akvadukta Aqua Vergine, kjer je Alberti zasnoval preprost bazen. Dve stoletji kasneje je bazen zamenjal baročni vodnjak Trevi z marmornim okrasjem, na katerem so grbi papeža in rimskega naroda.
Po nekaterih študijah naj bi bil Alberti zaslužen za zasnovo medičejske podeželske rezidence Villa Medici v Fiesoleju, vendar prevladuje mnenje, da jo je načrtoval njegov sodobnik Michelozzo. Villa Medici v Fiesoleju je potem postala prototip renesančne vile. To stanovanje na hribu s pogledom na mesto, ki ga je naročil Giovanni de Medici, drugi sin Cosima de Medicija, je verjetno prvi primer renesančne vile, ki sledi Albertijevim merilom za izvedbo podeželske stanovanjske »villa suburbana«. V okviru te perspektive se Villa Medici v Fiesoleju lahko šteje kot »muza« za številne druge stavbe (tudi izven območja Firenc), v kateri so od konca 15. stoletja dalje arhitekti našli navdih in ustvarjalno inovativnost.

### Tempio Malatestiano, Rimini
Tempio Malatestiano v Riminiju (1447, 1453–60) je rekonstrukcija gotske cerkve. Fasada z dinamično igro oblik je ostala nedokončana.
Stavbo je zasnoval zelo premišljeno. Vasari jo označi za eno najznamenitejših cerkev v Italiji. V notranjosti je šest kapel z relikvijami iz Jeruzalema. V njej sta pokopana Sigismondo Malatesta in njegova žena v lepo okrašeni marmorni grobnici.

### Pročelje palače Rucellai
Zasnova pročelja Palazzo Rucellai (1446-1451) je bilo eno od številnih naročil za družino Rucellai. Oblika površine je mreža plitvih pilastrov in vencev v klasični maniri na rustikalnem zidu, ki prekrivajo težke vence. Notranje dvorišče ima korintske stebre. Palača predstavlja vzgled uporabe klasičnih elementov v civilnih objektih v Firencah in je kasneje močno vplivala na izgled mestne palače. Za izvedbo del je odgovarjal Bernardo Rosselino. Nasproti palače je zasnoval še obokano ložo, ki jo podpirajo tanki korintski stebri, ki jih povezujejo polkrožni oboki.

### Santa Maria Novella
Santa Maria Novella v Firencah je bila obnovljena med letoma 1448–1470, fasada pa je izdelana po Albertijevih načrtih; dokončana je bila leta 1477. To je bila zahtevna naloga, saj je imel omejitev že z nižjo ravnijo treh vrat in šestih gotskih niš, ki vsebujejo grobnice in uporabljajo barvni marmor, tipičen za florentinske cerkve, kot so San Miniato al Monte in krstilnica v Firencah. Zasnova vsebuje tudi rozeto, ki je bila v takratnem času že v veljavi. Alberti je predstavil klasične funkcije okoli vhoda in širjenje barvitosti čez celotno fasado na način, ki vključuje klasična razmerja in elemente, kot so pilastri, venci in pediment v klasičnem slogu, ki ga je okrasil mozaikom, namesto s kipi. Najbolj znana značilnost te triladijske cerkve je način, s katerim je Alberti rešil problem vizualne premostitve različnih ravni osrednje ladje in precej nižjih stranskih ladij. Uporabil je dve velike spirali, ki sta postali standardna značilnost cerkvenih pročelij v kasnejši renesansi, baroku in neoklasicizmu.

### Pienza
Alberti je bil tudi svetovalec pri urbanističnem urejanju rojstne vasi papeža Pija II., ki je želel rojstni kraj Pienza v Toskani uporabiti za oddih, vendar je moral kot takšen odražati dostojanstvo njegovega položaja. Rezultat tega sodelovanja je vaški/mestni trg Trg Pija II. (Piazza Pio II.) v Pienzi. Kraj se je prvotno imenoval Corsignano, prenova pa se je začela okoli 1459. 
Trg ima obliko trapeza, ki ga tvorijo štiri stavbe, s poudarkom na katedrali in pasažah na obeh odprtih straneh s pogledom na krajino. Glavno prebivališče, Palazzo Piccolomini, je na zahodni strani. Ima tri dele, ki jih oblikujejo pilastri in ogredja, s prečnimi dvojnimi zastekljenimi okni. Ta struktura je podobna Albertijevi Palazzo Rucellai v Firencah in drugim poznejšim palačam. Omembe vredno je notranje dvorišče palače. Na zadnji strani palače, na jugu, je loža preko vseh treh nadstropij, ki gleda na zaprt italijanski renesančni vrt s spremembami dobe Giardino all'italiana in čudovitim pogledom na pokrajino Val d'Orcia in papežu Piju ljubljeno Monte Amiato. Pod tem vrtom je obokana konjušnica s stajami za 100 konj. Zasnova, ki je temeljito preoblikovala center mesta, je vključevala palačo za papeža, cerkev, mestno dvorano in stavbo za škofe, ki bi spremljali papeža na svojih potovanjih. Pienza šteje za zgodnji primer renesančnega urbanizma. Toda kot vedno Alberti ni bil udeležen pri praktični izvedbi. Glavnina del je bila opravljena pod odgovornostjo florentinskega arhitekta Bernarda Rossellina, toda brez dvoma je trg s palačo Palazzo Piccolomini, ki je zvest posnetek florentinske palače Rucellai, prepoznan kot Albertijevo delo.

### Sant' Andrea, Mantova
Baziliko Svetega Andreja (Sant' Andrea) v Mantovi so začeli graditi leta 1471, leto pred Albertijevo smrtjo. Bazilika je njegovo najpomembnejše delo, ki vsebuje portal v obliki slavoloka. Podobna motivika slavolokov si sledi še v notranjosti. Alberti je imel predvsem vlogo oblikovalca; za razliko od Brunelleschija ni imel interesa za gradnjo, praktično izvedbo je prepustil gradbenim mojstrom in nadzornikom.

### Druge stavbe
- Cerkve sv. Boštjana (San Sebastiano) v Mantovi (začetek gradnje 1458), nedokončana fasada vzbuja mnogo domnev o Albertijevih načrtih;
- Grobnica bankirske družine Rucellai v cerkvi sv. Pankracija (San Pancrazio) v Firencah, 1467;
- Eno od šestih tribun v servitski cerkvi Santissima Annunziata v Firencah (1470, končana s spremembami 1477).

## Slike
Giorgio Vasari, ki je trdil, da je zgodovinski napredek v umetnosti dosegel vrhunec z Michelangelom, je poudaril akademske dosežke Albertija, ne pa tudi njegovih umetniških talentov: »Leon Battista ni slovel kot slikar in tista redka dela, ki jih je ustvaril in jih danes še lahko vidim, niso nič posebnega. Temu se ne smemo čuditi, saj se je raje posvečal knjigam, kot pa da bi se uril v risanju.« Leonardo, ki se je ironično imel za »neizobraženo osebo« (omo senza lettere), sledi Albertijevemu mnenju, da je slikarstvo znanost. Vendar pa je bil kot znanstvenik Leonardo bolj empiričen kot Alberti, ki je bil teoretik in ni imel podobnega interesa za prenos idej s papirja v material. Alberti je verjel v idealno lepoto, vendar je Leonardo kot praktičen človek napolnil svoje zvezke s pripombami o človekovih razsežnostih, stran po stran, ki se konča z njegovo znamenito risbo razmerja človeškega telesa po Vitruviju, človeške figure, povezane s kvadratom in krogom.
V slikarstvu je Alberti uporabljal izraz »Mi slikarji«, a kot slikar in kipar je bil amater. Vasari mu kljub temu priznava talent pri prenosu misli na papir, kadar gre za arhitekturne načrte. Švicarski umetnostni zgodovinar iz 19. stol. Jacob Burckhardt je opredelil Albertija v delu Renesančna kultura v Italiji kot resnično univerzalnega genija: »In Alberti je bil ob Leonardu Da Vinciju kot konec začetka, kot mojster proti diletantu."
Alberti naj bi bil upodobljen v Mantegnevi veliki freski v Camera degli Sposi kot starejši moški, oblečen v temno obleko, ki stoji za Ludovicom Gonzagom, vladarjem Mantove. Albertijev avtoportret na veliki plaketi ga kaže oblečenega kot Rimljana. Na levi strani njegovega profila je krilato oko. Čiste linije, ponosno dvignjena glava ter daljnosežen pogled ga kažejo kot žlahtnega in idealiziranega človeka. Pod brado se nahaja njegov osebni emblem, krilato oko, ki naj bi po besedah umetnika predstavljalo »najmočnejši, hiter in najbolj vreden del človeškega telesa, kar nas opozarja na to, da moramo vedno biti pozorni na to, da sledimo dobremu«. Po drugi strani naj bi emblem simboliziral vse-vidno oko Boga.

## Zapuščina
Alberti je prispeval na številnih področjih:
- Alberti je bil tvorec teorije, imenovane »historia«. V svoji razpravi O slikarstvu (De pictura, 1435) pojasnjuje teorijo estetskega ugajanja sicer nepovezanih elementov (ljudi, živali in stavb), ki ustvarjajo harmonijo med seboj, in »držijo oči učenega in neukega gledalca dolgo ter vzbuja občutek veselja in ljubezni.« De pictura vsebuje prvo znanstveno študijo perspektive. Italijanski prevod De pictura (Della pittura) je bil objavljen leta 1436 (izgubljen se je našel šele v 19. st.), eno leto po prvi latinski različici in uvodniku Filippa Brunelleschija. Besedilo je bilo namenjeno slikarjem, v njej so bili nasveti o perspektivi, svetlobi in barvah, zato je še danes eno od temeljnih del renesančne umetnosti. Latinska verzija je bila posvečena humanističnemu zaščitniku Albertija, manotovskemu markizu Gianfrancescu Gonzagi. Domenichijev prevod latinskega besedila je iz leta 1545. Napisal je tudi manj vplivno delo O kiparstvu (De Statua).
- Alberti je uporabljal svoje umetniške razprave za predlog nove humanistične teorije umetnosti. Pisal je o svojih stikih z zgodnjimi umetniki quattrocenta, kot so Brunelleschi, Donatello in Ghiberti, za zagotavljanje praktičnega priročnika za renesančnega umetnika.
- Alberti je napisal vplivno delo na področju arhitekture, O umetnosti gradnje (De Re Aedificatoria, 1443-1452), ki so ga v 16. stoletju prevedli v italijanščino (Cosimo Bartoli, prošt San Giovanija v Firencah), francoščino, španščino in angleščino. Angleški prevod je napisal Giacomo Leoni, v začetku 18. stoletja. Sedaj so na voljo novejši prevodi.
- Medtem ko so spisi Albertija o slikarstvu in arhitekturi govorili o novih oblikah umetnosti in so pretrgali s tradicijo gotike, je nemogoče vedeti, koliko dejanskega vpliva so ti spisi imeli v času njegovega življenja. Njegovo občudovanje in opis Klevetanje v Apellesu so izrazili v svojih deli številni veliki renesančni slikarji, med drugim tudi Botticelli in Signorelli. Njegovi slogovni ideali so v izraženi v delih Mantegna, Piera della Francesca in Fra Angelica. Po drugi strani se poraja vprašanje, v kolikšni meri je Alberti bil odgovoren za inovacije v slikarstvu ter arhitekturi in kako daleč je segala artikulacija trendov takratnega umetniškega gibanja.
- Njegovo znanje latinskih verzov je bilo takšno, da je spisal komedijo pri dvajsetih letih, z naslovom Philodoxius, kar je kasneje zavedlo Aldus Manutius, ki je delo uredil in ga objavil kot pristno delo Lepidusa Comicusa.

- Pripisuje se mu avtorstvo oz. oblikovanje alegoričnih lesoreznih ilustracij v Hypnerotomachia Poliphili.[24]
- Poleg njegovih razprav o umetnosti, je Alberti napisal tudi: Ljubitelj slave (Philodoxus, 1424), O prednostih in slabostih literarne vede (De commodis litterarum atque incommodis, 1429), Pogovor pri mizi (Intercoenales, okoli 1429), Družina (Della Famiglia, začel 1432), Življenje sv. Potitusa (Vita S. Potiti, 1433), De iure (1437), Poreklo bogov (Theogenius, okoli 1440), Zatočišče za duševne bolečine (Profugorium ab aerumna), Momus (1450) in Princ (De Iciarchia, 1468). Ta in druga dela so bila prevedena in natisnjena v Benetkah, prevedel jih je humanist Cosimo Bartoli leta 1586.
- Alberti je bil v svojem času izurjen kriptograf, izumil pa je prvo polialfabetsko zamenjalno šifro, ki je zdaj znana kot Albertijeva šifra, in strojno podprto šifriranje z uporabo šifrirnega diska. Polialfabetska zamenjalna šifra je bila najbolj pomemben napredek v kriptografiji od časov Julija Cezarja, vendar je bila več stoletij nepravilno uporabljena. Kriptografski zgodovinar David Kahn ga imenuje za »očeta zahodne kriptografije«. Kahn trdi, da je Albertiju mogoče pripisati tri pomembne napredke na tem področju: »zgodnji zahodni priročnik o kriptoanalizi, izum polialfabetske zamenjalne šifre in izum šifrirane kode.«[25]
- Alberti v kratki avtobiografiji, napisani okoli 1438 v latinščini in v tretji osebi, pravi, da »je bil sposoben stati z nogami skupaj in skočiti čez glavo odraslega človeka«. Avtobiografija je ohranjena zahvaljujoč prepisu iz 18. stoletja Antonia Muratorija. Alberti je trdil tudi to, da se je »odlikoval v vseh telesnih vajah in je lahko z zvezanimi nogami preskočil človeka, v veliki katedrali vrgel kovanec daleč čez obok, sam krotil divje konje in plezal v gore«. Ni treba posebej poudarjati, da so mnogi v renesansi skušali presegati samega sebe na različne načine in vnemo Albertija, da kaže svoje sposobnosti, je tako treba razumeti do neke mere.
- Alberti v »avtobiografiji« sebe opisuje kot dovršenega glasbenika in organista, vendar ni trdnih dokazov o tej trditvi. Glasbeno pozerstvo v tistem času ni bilo nič nenavadnega in je v duhu vsestranskosti tistega časa. Ponujen naj bi mu bil položaj kanonika v metropolitanski cerkvi v Firencah, vendar Vasari dvomi o tej ponudbi.
- Bil je tudi zainteresiran za risanje zemljevidov in je sodeloval z astronomom, astrologom ter kartografom Paolo Toscanellijem.

## Prevedena dela
V slovenščino sta prevedeni dve deli: izvirna sodobna strokovna izdajo Izbranih humanističnih spisov (Studia humanitatis, 2023) zbira integralni prevod dialoga Teogenij, odlomke iz Knjig o družini in izbor sedmih Večernic (prevod, znanstveni aparat in spremna študija Jernej Šček, prevod latinskega dodatka Anja Božič, spremna beseda Igor Škamperle). V njej je tudi obsežno biobibliografsko gradivo. Sicer je v monografijo strjen izbor iz avtorjevega obsežnega dela O arhitekturi (Studia humanitatis, 2007, prevod Tomaž Jurca, spremba beseda Tomaž Jurca in Miklavž Komelj).

## Zbrana dela
Referenčne so tri sodobne zbirke Albertijevega opusa:
- Opera inedita et pauca separatim impressa, ur. H. Mancini, Sansoni, Florentiae, 1890;
- Opere volgari, ur. C. Grayson, 3 zvezki, Laterza, Bari, 1960, 1966, 1973;
- Opere latine, ur. R. Cardini, Istituto Poligrafico e Zecca dello Stato, Rim, 2010.